# Mehmet Nas
Mehmet Nas (* 20. November 1979 in Kelkit, Gümüşhane) ist ein ehemaliger türkischer Fußballspieler.

## Karriere

### Verein
Mehmet Nas begann seine Profi-Fußballerkarriere bei dem damaligen Erstligisten Samsunspor. In der Saison 1997/98 wurde er neben seiner Tätigkeit in der zweiten Mannschaft auch in den Profikader von Samsun eingebunden. So machte er in seinen ersten beiden Spielzeiten für das Profi-Team jeweils elf Ligaspiele. Ab der Saison 1999/2000 schaffte er den Sprung in die Stammformation und spielte so bis zur Saison 2003/04 für Samsunspor.
Nach Ablauf der Saison 2003/04 wechselte er innerhalb der Liga zu Gençlerbirliği. Nas war hier von Anfang an als Stammspieler gesetzt und verbrachte fünf Spielzeiten beim Hauptstadtklub. Nach Platz 5 in seiner ersten Saison und dem sechsten Platz 2006 und 2007 spielte der Verein in den folgenden Jahren gegen den Abstieg. In der Saison 2008/09 schaffte Mehmet Nas mit Gençlerbirliği nur aufgrund des besseren direkten Vergleichs den Klassenerhalt.
2009/10 wechselte er innerhalb der Liga zum Aufsteiger Manisaspor. Hier konnte er sich als Stammspieler behaupten, äußerte aber zu Saisonende den Wunsch den Verein verlassen zu wollen.
So wechselte er zur Saison 2010/11 zum Ligakonkurrenten Sivasspor.
Zum Sommer 2013 verließ Nas Sivasspor und wechselte innerhalb der Süper Lig zu Sanica Boru Elazığspor.
Zur Saison 2014/15 wechselte Nas zum Zweitligisten Gaziantep Büyükşehir Belediyespor. Nach einem Jahr für Gaziantep BB wurde er im Sommer 2015 vom Zweitligisten Sivas Belediyespor verpflichtet.

### Nationalmannschaft
Mehmet Nas lief 22-mal für die Türkische U-21 Nationalmannschaft auf. Mit seinem Team nahm er an der U-21-Fußball-Europameisterschaft 2000 teil. Hier schied man jedoch bereits in der Gruppenphase aus.

## Erfolge
- Mit Samsunspor
  - 5. Tabellenplatz der Süper Lig: 1997/98

- Mit Gençlerbirliği Ankara
  - 5. Tabellenplatz der Süper Lig: 2004/05
  - Türkischer Pokalfinalist: 2007/08

- Türkische U-21-Nationalmannschaft:
  - Teilnahme an der U-21-Fußball-Europameisterschaft (1): 2000